# Gary Hart
Gary Hart, all'anagrafe Gary Warren Hartpence (Ottawa, 28 novembre 1936), è un politico statunitense.

## Biografia
Esponente del Partito Democratico e senatore del Colorado dal 1975 al 1987, si era candidato per la presidenza nel 1984 e nel 1988. In questo secondo caso era il favorito per essere nominato candidato alla presidenza per il Partito Democratico, ma la sua corsa fu interrotta a causa di uno scandalo sessuale, legato ad una sua relazione con Donna Rice Hughes.
Membro della Chiesa del Nazareno, dal gennaio del 2006 è docente all'Università del Colorado di Denver. In vista delle elezioni presidenziali statunitensi del 2008 ha annunciato il suo appoggio alla candidatura di Barack Obama nelle primarie dei democratici. Nell'ottobre 2014 il presidente Barack Obama e il segretario di Stato John Kerry nominarono Gary Hart inviato speciale degli Stati Uniti per l'Irlanda del Nord; tale incarico è stato ricoperto da Hart fino al 2017.

## Film biografico
- The Front Runner - Il vizio del potere (The Front Runner), regia di Jason Reitman (2018)